# The Cheesecake Factory
The Cheesecake Factory – amerykańskie przedsiębiorstwo z siedzibą Calabasas w stanie Kalifornia, założone w 1978 roku przez Davida Overtona, operujące w branży gastronomicznej i restauracyjnej. Do firmy należy 177 restauracji The Cheesecake Factory, 11 restauracji Grand Lux Cafe i jedna RockSugar Pan Asian Kitchen.
W 2011 roku firma ogłosiła wejście w porozumienie licencyjne z kuwejcką grupą Alshaya, na mocy którego Alshaya ma otworzyć 22 restauracje The Cheesecake Factory na Bliskim Wschodzie – w Zjednoczonych Emiratach Arabskich, Kuwejcie, Bahrajnie, Katarze i Arabii Saudyjskiej. Pierwsza restauracja została otwarta 16 sierpnia 2012 w Dubaju, na terenie centrum handlowego The Dubai Mall.
W 2013 roku firma ogłosiła wejście w porozumienie licencyjne z meksykańskim przedsiębiorstwem Alsea, na mocy którego Alsea ma otworzyć ponad 12 restauracji The Cheesecake Factory na terenie Meksyku i Chile. Pierwsza restauracja została otwarta 17 lipca 2014 w Guadalajarze w Meksyku.
W 2014 roku firma ogłosiła wejście porozumienie licencyjne z hongkońskim przedsiębiorstwem Maxim’s Caterers Limited, na mocy którego Maxim's ma otworzyć do 14 restauracji The Cheesecake Factory na terenie Hongkongu, Makau, Tajwanu oraz Chin.